# Zygoballus amrishi
Zygoballus amrishi là một loài nhện trong họ Salticidae.
Loài này thuộc chi Zygoballus. Zygoballus amrishi được Makhan miêu tả năm 2005.